# جوزيف فرانكلين آدا
جوزيف فرانكلين آدا (بالإنجليزية: Joseph Franklin Ada)‏ هو سياسي أمريكي، ولد في 3 ديسمبر 1943 في الولايات المتحدة. حزبياً، نشط في الحزب الجمهوري. وقد انتخب حاكم غوام (3 يناير 1987 – 2 يناير 1995) وانتخب عضو الهيئة التشريعية في غوام ‏ وانتخب نائب حاكم غوام ‏.